# Andrea Giallombardo
Andrea Giallombardo, italijanski nogometaš, * 19. avgust 1980, Rim, Italija.
Igral je na položaju branilca, visok je 175 cm, tehta pa 70 kg. 